# روبيرت بلانكو
روبيرت بلانكو (بالإسبانية: Roberto Blanco)‏ (مواليد 17 أبريل 1980)، هو لاعب كرة قدم سابق كان يلعب كمدافع.

## وصلات خارجية
- روبيرت بلانكو على موقع الاتحاد الدولي (مؤرشف)  (الإنجليزية)
- روبيرت بلانكو على موقع عالم كرة القدم.نت (الإنجليزية)